# Paulina Brzeźna
Paulina Agata Brzeźna, verh. Brzeźna-Bentkowska, (* 10. September 1981 in Środa Śląska) ist eine ehemalige polnische Radrennfahrerin, die im Straßenradsport aktiv war.

## Sportlicher Werdegang
Als eine der erfolgreichsten polnischen Radsportlerinnen ihrer Zeit stand Brzeźna von 1998 bis 2016 insgesamt 19 mal auf dem Podium der nationalen Meisterschaften, 2005 sowie 2008 wurde sie polnische Meisterin im Straßenrennen. Wiederholt startete sie für Polen bei den Straßenradsport-Weltmeisterschaften, ihr bestes Ergebnis erzielte sie bei den Weltmeisterschaften 2012 in Valkenburg aan de Geul als Zehnte im Straßenrennen. 2008 wurde sie für die Olympische Spiele in Peking nominiert, wo sie im Straßenrennen den achten Platz belegte, das bis dahin beste Ergebnis einer polnischen Radrennfahrerin.
Von 2007 bis 2010 war Brzeźna Mitglied bei zwei niederländischen Frauenteams, wo sie unter anderem mit Kirsten Wild, Chantal Blaak und Emma Johansson in einem Team fuhr. Mit einem Etappenerfolg bei der Tour Féminin en Limousin erzielte sie ihren ersten Sieg bei einem internationalen Rennen.
2011 ging Brzeźna in ihre Heimat zurück und startete für verschiedene polnische Mannschaften. Mit diesen gelangen ihr mehrere Etappenerfolge bei kleineren Rundfahrten, 2014 gewann sie die Gesamtwertung der Gracia Orlová. 
2016 gründete Brzeźna gemeinsam mit ihrem Ehemann das Frauenradsportteam Mat Atom Sobótka, für das sie bis 2017 auch noch als Fahrerin aktiv war. im April 2017 beendete sie beim Ślężański Mnich, einem Radrennen in ihrer Heimatregion, ihre aktive Karriere im Radsport, um sich auf die Leitung des Teams zu konzentrieren. Zusätzlich ist sie im polnischen Radsportverband für die Juniorinnen verantwortlich.

## Familie
Seit 2009 ist Brzeźna mit dem ehemaligen Radrennfahrer Pawel Bentkowski verheiratet. Ihr Onkel ist der ehemalige Radsportler Jan Brzeźny, der 1976 bei den Olympischen Spielen in Montreal im Straßenrennen an den Start ging. Ihr jüngere Schwester Monika Brzeźna (* 1991) war ebenso Radrennfahrerin und fuhr von 2016 bis 2024 für das Team MAT Atom Deweloper Wrocław.

## Palmarès
2005
- Polnische Meisterin – Straßenrennen

2008
- Polnische Meisterin – Straßenrennen
- Mannschaftszeitfahren Circuit de la Haute-Vienne
- eine Etappe Tour Féminin en Limousin

2013
- eine Etappe Gracia Orlová
- eine Etappe Tour de Feminin – O cenu Českého Švýcarska

2014
- Gesamtwertung und zwei Etappen Gracia Orlová

2015
- eine Etappe Tour de Feminin – O cenu Českého Švýcarska